# Vulcanismo em Marte

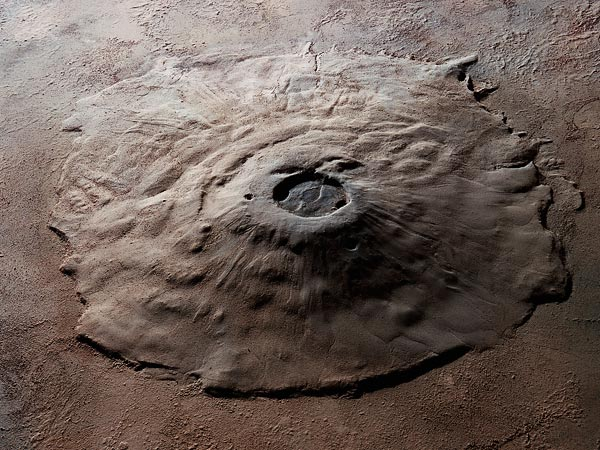
O gigantesco Monte Olimpo, o maior vulcão do sistema solar, com cerca de 27 km de altura.

A atividade vulcânica, ou vulcanismo, exerceu um papel muito significativo na história geológica de Marte. Os vulcões em Marte são divididos em três tipos: "Montes", "Tholis" e "Paterae". Os "Montes" (singular "mons") são muito grandes, provavelmente basálticos e de leves inclinações. Os "Tholis" (singular "Tholus") ou abóbadas são menores e mais íngremes que os montes, com um aspecto abobadado. Os vulcões "Paterae" (singular "patera") são muito variados; com inclinações muito rasas e caldeiras complexas; muitos têm ainda canais radiais nos flancos.
Olympus Mons (Monte Olimpo) é um vulcão extinto com 27 km de altura, 600 km de diâmetro na base e uma caldeira de 85 km por 60 km. Tem um declive suave. Assim, é a maior montanha do sistema solar e é mais de três vezes mais alto que o monte Evereste (8 848 m - China e Nepal). O vulcão extinguiu-se há um milhão de anos e encontra-se numa vasta região alta chamada Tharsis que com Elysium (derivado de Elísio) Planitia contém vários vulcões gigantescos, que são cerca de 100 vezes maiores que aqueles encontrados na Terra.
Um dos maiores vulcões, Arsia Mons, tem os lados ligeiramente inclinados, construídos sucessivamente por fluidos de lava de uma única abertura. Arsia Mons é o vulcão mais a sul em Tharsis e tem cerca de 9 km de altura e a sua caldeira tem 110 km, a maior cadeira entre os vulcões marcianos. A norte deste vulcão, situa-se o vulcão Pavonis Mons (7 km de desnível), e a norte desse encontra-se Ascraeus Mons que tem mais de 11 km de desnível. Ascraeus, Pavonis e Arsia formam um grupo de vulcões conhecidos como Tharsis Montes que se encontram a sudeste de Olympus Mons.
Conforme os resultados da Mars Express, o vulcão Hecates Tholus terá tido uma grande erupção há cerca de 350 milhões de anos. Este vulcão localiza-se na Elysium Planitia e tem um diâmetro de 183 km; a erupção criou uma caldeira e duas depressões aparentemente cheias de depósitos glaciais, incluindo gelo. Hecates Tholus é o vulcão mais a norte de Elysium; os outros são Elysium Mons e Albor Tholus. O pico da actividade vulcânica em Marte terá sido há cerca de 1500 milhões de anos.
As imagens da Mars Express mostraram também o que parecem ser cones vulcânicos na região do pólo Norte sem nenhuma cratera à volta, o que sugere que tiveram erupção muito recente, o que levou alguns cientistas a acreditar que o planeta poderá ainda ser geologicamente activo. Poderão existir entre 50 a 100 destes cones com 300 a 600 metros de altura cobrindo uma região do pólo Norte com um milhão de quilómetros quadrados; parte da região de Tharsis também tem características semelhantes. Estes aspectos na superfície podem ter sido o resultado de antigas elevações que tenham sofrido erosão pelo vento, mas julga-se que isto é pouco provável devido à inexistência de crateras e aspectos originados pelo vento naquela região.
Alba Patera é um vulcão único em Marte e no sistema solar, localiza-se a norte de Tharsis, numa região de falhas que surge em Tharsis e se estende para norte. Alba Patera é muito grande com mais de 1600 km de diâmetro, tem uma caldeira central, mas tem uma altura de apenas 3 km, no seu ponto mais alto. Possui canais nos flancos, e a maioria deles têm 100 km de comprimento, alguns chegam a ter 300 km, sugerindo que a lava fluiu por longos períodos de tempo.
Os vulcões marcianos são pouco numerosos, mas são testemunhas do passado violento e vulcânico daquela zona, mas são largamente maiores que a maior montanha de origem vulcânica na Terra: o Kilimanjaro (5895 m) em África. As áreas vulcânicas ocupam cerca de 10% da superfície do planeta. Algumas crateras mostram sinais de erupção recente e têm lava petrificada nos cantos.

## Abismos

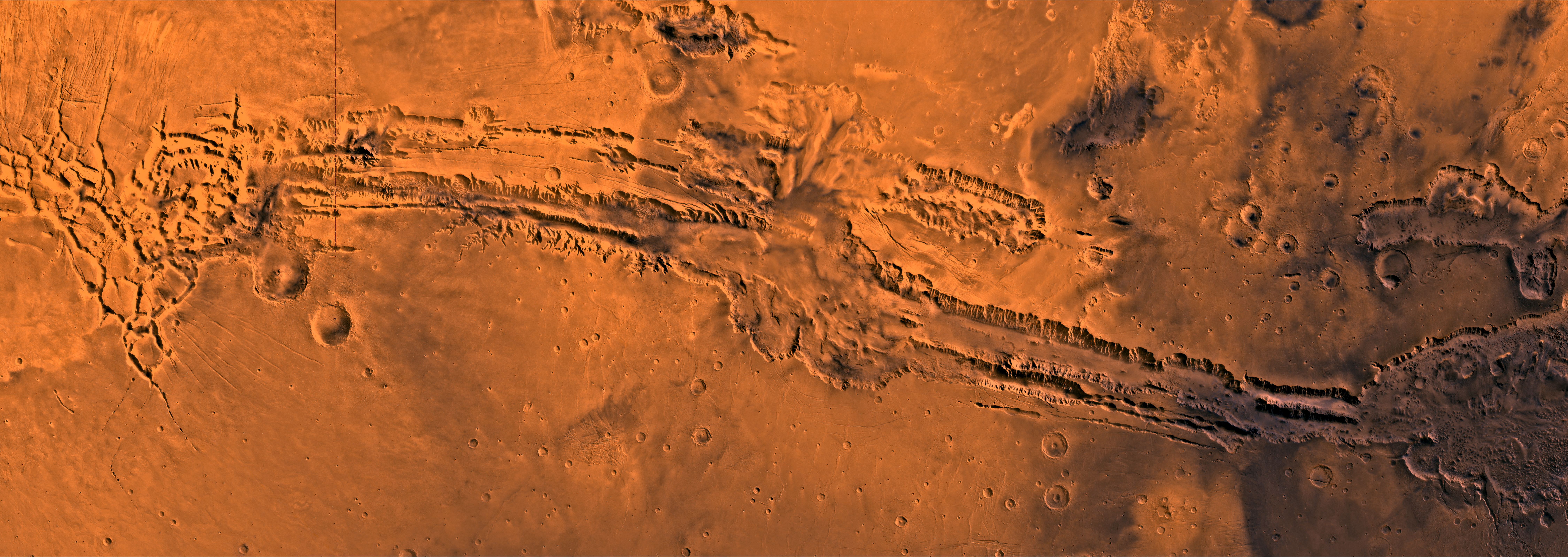
Valles Marineris

Os vulcões encontram-se a leste e oeste do maior sistema de desfiladeiros do sistema solar, Valles Marineris (que significa "Os vales da Mariner", conhecida como Agathadaemon nos antigos mapas de canais), com 4000 km de comprimento e 7 km de profundidade. A extensão de Valles Marineris equivale à extensão da Europa e estende-se por um quinto da superfície do planeta Marte, desde a região de Noctis Labyrinthus a oeste até ao terreno caótico a este. O Grand Canyon nos Estados Unidos não passaria de um pequeno arranhão quando comparado com este abismo. Valles Marineris formou-se pelo colapso do terreno causado pelo inchamento da área vulcânica de Tharsis, no outro lado do planeta.
Ma'adim Vallis (Ma'adim significa Marte em Hebreu) é um grande desfiladeiro com cerca de 700 km. Tem 20 km de largura e 2 km de profundidade em alguns locais. Pensa-se que Ma'adim Vallis terá sido inundado por água líquida no passado.